# Audi Aicon
Audi Aicon — концептуальный беспилотный электромобиль немецкого автопроизводителя Audi AG. Был представлен на франкфуртском автосалоне в 2017 году вместе с концептом Audi Elaine.

## Технические особенности
Автомобиль полностью лишен элементов управления. Приводится в движение четырьмя электромоторами (каждый из которых приводит в движение отдельное колесо), суммарная мощность которых 354 л. с. и 550 Нм. Все колеса автомобиля являются активными: поворачивают как передние, так и задние колеса. Запас хода примерно 700—800 км.